# Mordechai Vanunu

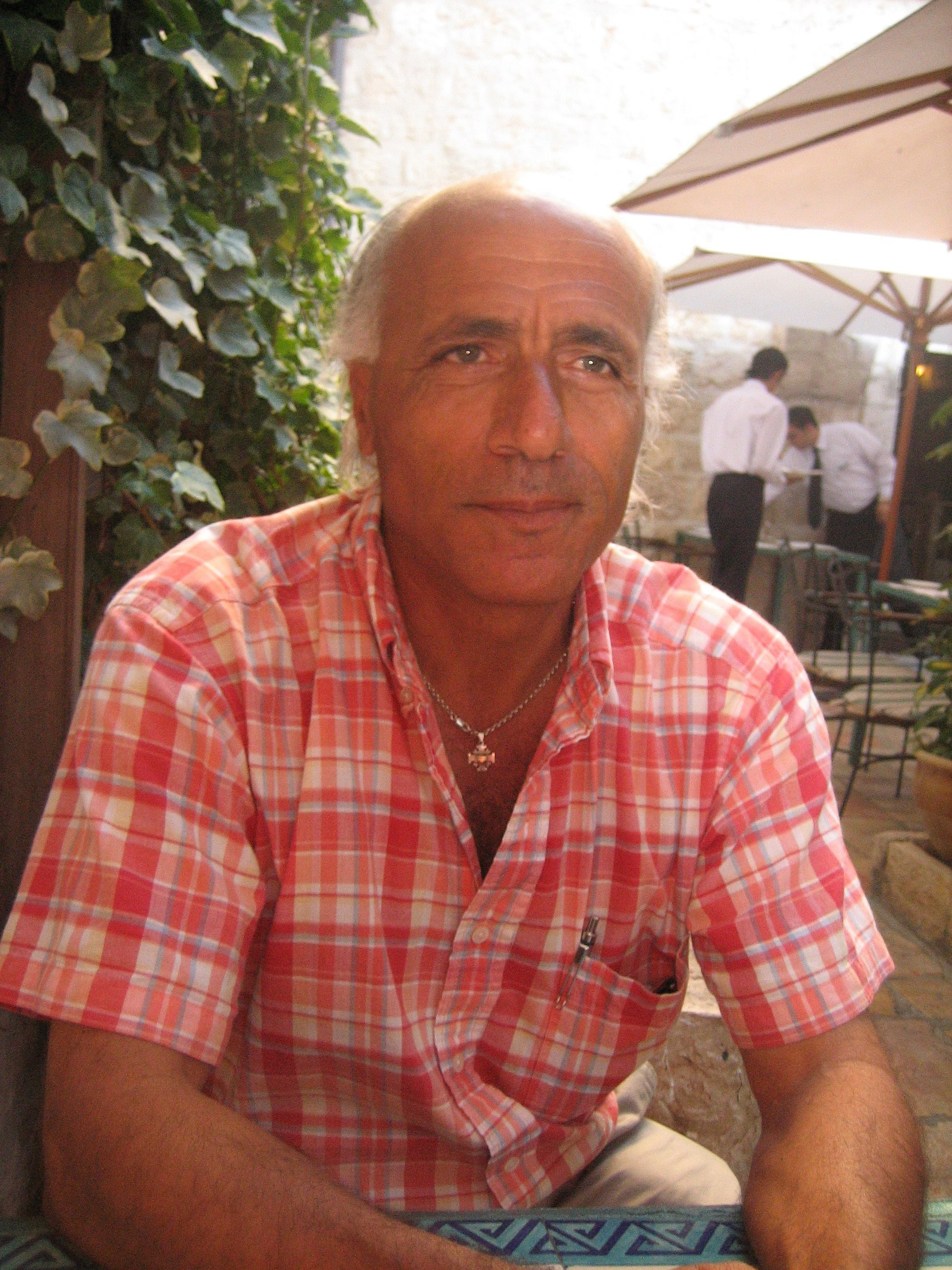
Mordechai Vanunu (2009)

Mordechai Vanunu (hebräisch מרדכי ואנונו; * 13. Oktober 1954 in Marrakesch) ist ein israelischer Nukleartechniker.
Er enthüllte im Jahre 1986 die Existenz des bis dahin geheimgehaltenen Nuklearforschungsprogrammes Israels und bestätigte damit Indizien für die atomare Bewaffnung des Landes.

## Leben
Vanunu wuchs als eines von zwölf Kindern einer frommen jüdisch-marokkanischen Familie auf, die 1963 von Marokko nach Israel auswanderte. Sein Vater war Rabbiner in Beʾer Scheva. Nach dem Militärdienst studierte Vanunu zunächst ein Jahr lang Physik, bevor er das Studium aus finanziellen Gründen abbrechen musste. Er arbeitete von 1976 an als Kontrolleur der Nachtschicht im von der israelischen Regierung lange geheim gehaltenen Dimona Nuclear Research Center im Negev, 90 km südlich von Jerusalem.
Daneben besuchte er an der Universität von Beerscheba Philosophiekurse und wechselte dabei vom politischen rechten ins extreme linke Lager: Er nahm an politischen Kursen der israelischen Kommunisten teil und trat schließlich deren Partei bei. Als Einzelgänger fand er dort jedoch keine Freunde, auch eine Liebesbeziehung scheiterte. Im Dezember 1985 wurde er in Dimona mit 180 anderen Arbeitern entlassen und beschloss, eine Weltreise zu machen. Er besuchte dabei mehrere asiatische Länder. Während einer Australienreise 1986 trat er zum Christentum über.

### Enthüllungen über Israels Atomprogramm, Entführung und Haft
Bald darauf ging er mit der Mitteilung, dass Israel Atommacht geworden sei, an die Öffentlichkeit. Er kontaktierte zunächst den Daily Mirror, dessen Verleger Robert Maxwell die Fotografien an Israel weiterleitete.
Noch bevor die Londoner Sunday Times Vanunus Hinweise mit seinen Fotos nach gründlicher Prüfung durch den britischen Atomexperten Frank Barnaby in einem Artikel am 5. Oktober 1986 veröffentlichte, wurde Vanunu am 30. September 1986 von der israelischen Agentin Cheryl Ben Tov („Cindy“) nach Rom gelockt, dort vom Mossad entführt, mit einer Injektion ohnmächtig gemacht und dann per Schiff im Diplomatengepäck nach Israel gebracht. Die Entführung erfolgte ohne Einverständnis des Gastlandes Italien.
Sechs Wochen lang bestritt die israelische Regierung, etwas über Vanunus Verbleib zu wissen, bis es diesem gelang, aus einem Polizeibus heraus Journalisten eine Nachricht zukommen zu lassen, indem er eine heimlich auf seine Handinnenfläche geschriebene Nachricht – „Vanunu M – was hijacked – in Rome ITL – 30. 9. 86 – came to Rome – by BA Fly 504“ – an die Fensterscheibe hielt. Wegen Landesverrats und Spionage wurde er am 24. März 1988 zu 18 Jahren Gefängnis verurteilt, von denen er rund 11 Jahre in  Isolationshaft im Schikma-Gefängnis in Aschkelon verbrachte.

### Seit seiner Haftentlassung
Am 21. April 2004 wurde Vanunu unter strengen Auflagen freigelassen. Unter anderem darf er Israel nicht verlassen, darf sich keiner ausländischen Botschaft nähern und muss über geplante Ortswechsel Rechenschaft ablegen. Außerdem darf er weder das Internet noch Handys benutzen, und jeder Kontakt mit ausländischen Journalisten ist ihm verboten. Trotz der Auflagen hat er bereits über 100 Interviews gegeben, weswegen er mehrmals inhaftiert wurde. Er lebte meist im Gästehaus der St.-Georgs-Basilika in Jerusalem.
Am 11. November 2004 meldete Haaretz die Festnahme von Vanunu. Er habe geheime Informationen weitergegeben. Er wurde jedoch wieder auf freien Fuß gesetzt, die strengen Auflagen wurden allerdings für ein weiteres Jahr verlängert. Zusätzlich wurde gegen ihn im Zusammenhang mit der erneuten Festnahme Anklage in 21 Punkten erhoben.
Am 2. Juli 2007 entschied ein israelisches Gericht, Vanunu müsse wieder für sechs Monate ins Gefängnis. Es hatte ihn schon im April schuldig gesprochen, Kontakt zu Ausländern gehabt und damit gegen Auflagen der Justiz verstoßen zu haben. Er legte Berufung ein, seine Strafe wurde auf drei Monate gesenkt.
Am 28. Dezember 2009 wurde Mordechai Vanunu erneut in Haft genommen und am nächsten Tag in einen Hausarrest entlassen.
Wegen der Verurteilung aus dem Jahre 2007 musste er am 23. Mai 2010 eine dreimonatige Haftstrafe antreten. Er hatte die Wahl, drei Monate ins Gefängnis zu gehen oder gemeinnützige Arbeit zu verrichten. Vanunu wollte die gemeinnützige Arbeit im arabischen Ostteil von Jerusalem verrichten, da er sich im jüdisch-bevölkerten Westteil Jerusalems durch Attacken von wütenden Israelis bedroht fühlte. Dies wurde ihm untersagt, sodass er am 23. Mai 2010 eine dreimonatige Haftstrafe antreten musste.
Im Mai 2015 heiratete er in der Erlöserkirche in Jerusalem seine langjährige Partnerin Kristin Joachimsen, eine norwegische Theologie-Professorin. Bereits 2007 und 2010 war er aufgrund seines Kontakts zu ihr verhaftet worden, da die Behörden darin einen Verstoß gegen seine Bewährungsauflagen sahen. 2005 hatte Norwegens Regierung seinen Antrag auf politisches Asyl unter Hinweis auf außenpolitische Interessen abgelehnt, wie 2004 bereits Schweden. Im Frühjahr 2015 wurde Vanunus Antrag auf Ausreise aus Israel, um an der Seite seiner in Oslo arbeitenden Ehefrau leben zu können, von den israelischen Behörden nach einer Verlängerung seiner Auflagen um ein weiteres Jahr abgelehnt. Ein Interview mit dem israelischen Fernsehsender Kanal 2, in dem er auf seine Situation aufmerksam machte – nachdem er die israelischen Medien bisher gemieden hatte – führte im September 2015 auf Betreiben des Geheimdienstes Schin Bet zu polizeilichen Ermittlungen und schließlich zu einer erneuten gerichtlichen Bestrafung mit einer Woche Hausarrest.

## Auszeichnungen
1987 wurde er mit dem Right Livelihood Award ausgezeichnet, 2001 verlieh ihm die Universität Tromsø in Norwegen einen Ehrendoktortitel und im Jahr 2002 erhielt er den Nuclear-Free Future Award in der Kategorie „Widerstand“. Im Dezember 2004 wurde er zum Rektor der Universität Glasgow (Schottland) gewählt. Er wurde mehrfach für den Friedensnobelpreis nominiert.
Im Dezember 2010 sollte Vanunu die Carl-von-Ossietzky-Medaille von der Internationalen Liga für Menschenrechte verliehen werden. Da er aber nicht aus Israel ausreisen durfte, gab es statt des Festaktes in Berlin eine Protestveranstaltung, die gleichzeitig Auftakt der Kampagne für atomare Abrüstung (atomwaffenfreie Zonen) war. Hierfür komponierte Joachim Johow ein Musikstück, welches am 12. Dezember 2010 Uraufführung hatte. Zuvor hatten sich mehrere Nobelpreisträger (u. a. Mairead Corrigan-Maguire, Günter Grass) und Nina Hagen mit der dringenden Bitte, Vanunu ausreisen zu lassen, an die israelische Regierung gewandt.

## Vanunu-Gesetz
1998 wurde in Israel das „Vanunu-Gesetz“ verabschiedet, welches den Strafvollzugsbehörden erlaubt, auch Briefe zu öffnen, die an Parlaments-Abgeordnete gerichtet sind. Dies war zuvor wegen deren Immunität verboten.